# Kujūkuōji

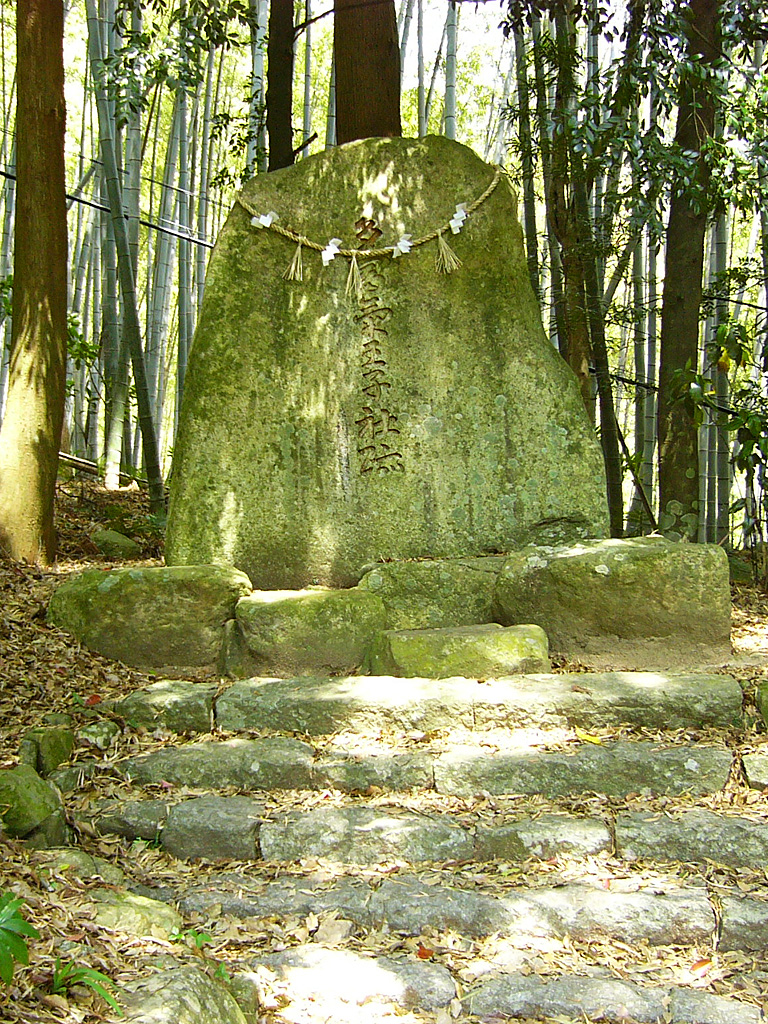
Daimonzaka à Nachikatsuura.

Les kujūkuōji (九十九王子) sont des autels shinto situés sur les chemins de pèlerinage dans les monts Kii, au Japon.
Parmi les kujūkuōji, les cinq plus importants sont appelés gotai-ōji : Fujishiro-ōji, Kirime-ōji, Inabane-ōji, Takijiri-ōji, Hosshinmon-ōji.